# Rifargia possida
Rifargia possida är en fjärilsart som beskrevs av William Schaus 1928. Rifargia possida ingår i släktet Rifargia och familjen tandspinnare. Inga underarter finns listade.